# Parasitemie
Parasitemie is een maatstaf voor het aantal parasieten dat zich in het bloed van een patiënt bevindt. Meestal wordt dit begrip gebruikt als ondersteuning bij de klinische beoordeling van malaria.
Het dagelijks meten van de parasitemie is van belang voor het vervolgen van de ziekte, zowel bij de diagnose als in het beoordelen van het effect van de therapie.
De gebruikte methode hangt af van het soort parasiet (Plasmodium in geval van malaria). Als de diagnose malaria is gesteld wordt vaak de parasitemie berekend in procenten van het aantal besmette erytrocyten zoals die te zien zijn in de bloeduitstrijk.